# Епархия Синьяна
Епархия Синьяна (лат. Dioecesis Siniamensis) — епархия Римско-Католической церкви c центром в городе Синьян, Китай. Епархия Наньяна входит в митрополию Кайфэна.

## История
15 декабря 1927 года Римский папа Пий IX выпустил бреве Ex hac divi, которой учредил апостольскую префектуру Синьянчжоу, выделив её из апостольского викариата Кайфэнфу (сегодня — Архиепархия Кайфэна).
2 марта 1933 года апостольская префектура Синьянчжоу передала часть своей территории для возведения новой апостольской префектуры Чжумадяня (сегодня — Епархия Чжумадяня).
25 апреля 1933 года апостольская префектура Синьянчжоу была преобразована в апостольский викариат.
11 апреля 1946 года Римский папа Пий XII издал буллу Quotidie Nos, которой преобразовал апостольский викариат Синьянчжоу в епархию Синьяна.

## Ординарии епархии
- епископ Giorgio Froewis (1.08.1928 — 1932);
- епископ Ermanno Schoppelrey (13.12.1933 — 25.05.1940);
- епископ Витус Чжан Цзохуань (8.07.1941 — 13.11.1949);
- епископ Antonio Pott (8.03.1951 — 1954);
  - Sede vacante с 1954 года по настоящее время.

## Источник
- Annuario Pontificio, Libreria Editrice Vaticana, Città del Vaticano, 2003, ISBN 88-209-7422-3
- Бреве Ex hac divi, AAS 20 (1928), стр. 99  (лат.)
- Булла Quotidie Nos, AAS 38 (1946), стр. 301  (лат.)